# Larinia chloris
Larinia chloris là một loài nhện trong họ Araneidae.
Loài này thuộc chi Larinia. Larinia chloris được Jean Victor Audouin miêu tả năm 1826.